# Carl Eduard Hellmayr
Carl Eduard Hellmayr (Viena, 29 de enero de 1878-Orselina, 24 de febrero de 1944) fue un naturalista y ornitólogo austríaco.

## Biografía
Hellmayr nació en Viena, y estudió en la Universidad de Viena. En 1908 fue designado curador de la sección de aves del Museo Nacional Bávaro de Múnich, lugar donde se especializó en aves neotropicales estudiando colección de Spix de aves de Brasil.
Posteriormente, fue curador de la sección de zoología del Museo Field de Chicago en 1922. Sus publicaciones en el marco de su labor en Chicago incluyeron 13 de los 15 volúmenes del Catalogue of Birds of the Americas (1918-1949), publicación iniciada por su predecesor Charles B. Cory, y The Birds of Chile, en coautoría con Henry Boardman Conover).

## Obra
- Muscicapa parva im Wienerwald, Ornithologisches Jahrbuch, IX. 1898

- Beiträge zur Ornithologie Nieder-Österreichs, Ornithologisches Jahrbuch, X, 1901

- Einige Bemerkungen über die Graumeisen, Ornithologisches Jahrbuch, XI, 1900

- Über eine neue Meise, P. nigriloris, Ornithologische Monatsberichte, 8, 1900

- Bemerkungen über die neuweltliche Gattung Polioptila nebst Beschreibung einer neuen Subspecies aus Peru, Novitates Zoologicae 7, 1900

- Eine neue Graumeisenform aus Italien, Unbekannt, 1901

- Ueber einige Arten des Genus Thryophilus, Verhandlungen der Zoologisch-Botanischen Gesellschaft, 1901

- Noch einige Worte über Thryophilus, Verhandlungen der Zoologisch-Botanischen Gesellschaft, 1902

- Beschreibung von zwei neuen brasilianischen Vögeln, Verhandlungen der Zoologisch-Botanischen Gesellschaft, 1902

- Die Formen yon Passer petronius, Ornithologisches Jahrbuch XIII. 1902

- Untersuchungen über einiger paläarctische Vögel, Ornithologisches Jahrbuch, XIII, 1902

- Einige weitere Bemerkungen über Polioptila, Verhandlungen der Zoologisch-Botanischen Gesellschaft, 1903

- Paridae, Sittidae und Certhiidae, R. Friedländer und Sohn, vol. 18, 1903

- Über neue und wenig bekannte Fringilliden Brasiliens, Verhandlungen der Zoologisch-Botanischen Gesellschaft, 1904

- Revision der Spix'schen Typen brasilianischer Vögel, K.B. Akademie der Wissenschaften, 1905

- Description of two new birds discovered by Mr. O. T. Baron in Northern Peru, Novitates Zoologicae 12, 1905: 503-504

- Auguste Ménégaux, Carl Eduard Hellmayr: Étude des espèces critiques et des types du groupe des Passereaux, Impr. Dejussieu, 1906

- On the Birds of the Island of Trinidad, Novitates Zoologiae XIII (1 ) 1906: 1- 60

- Auguste Ménégaux, Carl Eduard Hellmayr: The Supposed Types in the Lafresnaye Collection, The Auk 23 ( 4) 1906: 480-483

- Übersicht der südamerikanischen Arten der Gattung Chaetura, Verhandlung der Ornithologischen Gesellschaft in Bayern, 1907

- Another contribution to the ornithology of the Lower Amazons, Novitates zoologicae 14, 1907

- On a collection of birds from Teffé, Rio Solimões, Brazil, Novitates zoologicae 14, 1907

- Critical Notes on the Types of little-known Species of Neotropical Birds ; Novitates zoologicae 14, 1907

- Emile Oustalet, Ornithologische Monatsberichte, XIV, 1907

- Ludwig Lorenz (Ritter von Liburnau.), Carl Eduard Hellmayr: Ein Beitrag zur Ornis Südarabiens, K.K. Hof- und Staatsdruckerei, 1907

- An Account of the Birds collected by Mons. G. A. Baer in the State of Goyaz, Brazil, Novitates zoologicae 14, 1910

- Carl Eduard Hellmayr, Philogène Auguste Galilée Wytsman: Genera Avium, V. Verteneuil & L. Desmet, 1910

- Lorenz Müller, Carl Eduard Hellmayr: Zoologische Ergebnisse einer Reise in das Mündungsgebiet des Amazonas, Verlag der Königlich Bayerischen Akademie, vol. 2, 1912

- Die Avifauna von Timor: Mit einer Farbentafel, Nägele, 1914

- Hans Graf von Berlepsch - Eine Lebensskizze, J. of Ornithology 63 ( 4) 1915

- Carl Eduard Hellmayr, A. Laubmann: Nomenclatur der vögel Bayerns, G. Fischer, 1916

- Carl Eduard Hellmayr, Charles Barney Cory, Boardman Conover:Catalogue of Birds of the Americas and the Adjacent Islands, Field Museum of Natural History, 1918, 1925. 1938, 1942, 1948, 1949 (diferentes vols.)

- A contribution to the ornithology of northeastern Brazil, Field Museum of Natural History, 1929

- Birds of the James Simpson-Roosevelts Asiatic expedition, Field Museum of Natural History, 1929

- The birds of Chile, Field Museum of Natural History, 1932

## Honores

### Eponimia
La especie Anthus hellmayri le fue dedicada por Ernst Hartert (1859-1933) en 1909
- La abreviatura «Hellm.» se emplea para indicar a Carl Eduard Hellmayr como autoridad en la descripción y clasificación científica de los vegetales.[1]

Realizó cinco identificaciones y nombramientos de nuevas especies, de la familia botánica de las orquídeas.

## Abreviatura (zoología)
La abreviatura Hellmayr  se emplea para indicar a Carl Eduard Hellmayr como autoridad en la descripción y taxonomía en zoología.